# Pastor Vergara
Pastor Vergara är en ort i Mexiko.   Den ligger i kommunen Altotonga och delstaten Veracruz, i den sydöstra delen av landet, 220 km öster om huvudstaden Mexico City. Pastor Vergara ligger 1 216 meter över havet och antalet invånare är 268.
Terrängen runt Pastor Vergara är kuperad åt nordväst, men åt sydost är den bergig. Runt Pastor Vergara är det ganska tätbefolkat, med 104 invånare per kvadratkilometer. Närmaste större samhälle är Atzalan, 17,7 km väster om Pastor Vergara. I omgivningarna runt Pastor Vergara växer i huvudsak städsegrön lövskog.